# Aroa cinnamomea
Aroa cinnamomea är en fjärilsart som beskrevs av Moore 1879. Aroa cinnamomea ingår i släktet Aroa och familjen tofsspinnare. Inga underarter finns listade i Catalogue of Life.